# Abade de Medrões
Inocêncio António de Miranda (Paço de Outeiro, Rio Frio, 1761 – Grijó de Vale Benfeito, 29 de Maio de 1836), mais conhecido por Abade de Medrões, foi um polemista e político da primeira fase do liberalismo português, presbítero secular e abade da freguesia de Medrões. Foi deputado eleito às Cortes Gerais e Extraordinárias da Nação Portuguesa, em 1821, tendo-se destacado como polemista e pelas suas posições pouco consentâneas com a ortodoxia católica da época. A sua obra O Cidadão Lusitano alcançou então enorme relevo, mas foi combatida pela hierarquia da Igreja Católica Romana ao ponto de ser incluída no Index Librorum Prohibitorum com proibição da sua leitura sob pena de excomunhão.

## Biografia
Iniciou a sua vida profissional como professor régio de gramática latina na então vila de Algoso enquanto se preparava para a ordenação sacerdotal. Feito presbítero passou a paroquiar em várias igrejas da região transmontana.
Concorreu a reitor da igreja de Grijó de Vale Benfeito, cargo que exerceu durante 6 anos. Tendo concorrido à igreja de Quirás, não obteve o respectivo provimento, fixando-se então em Lisboa.
Em Lisboa foi mestre de D. José Trazimundo Mascarenhas Barreto, o futuro 7.º marquês de Fronteira, e de seu irmão D. Carlos de Mascarenhas Barreto. Esta ligação à alta aristocracia levou a que fosse apresentado pelos condes de Murça para o lugar de abade de Medrões, cargo em que foi provido. A partir de então passou a usar o título de Abade de Medrões, nome pelo qual ficaria conhecido na vida política.
Após o triunfo da Revolução do Porto, o Abade de Medrões aderiu à ala mais radical do liberalismo português, sendo eleito deputado às Cortes Gerais Extraordinárias e Constituintes da Nação Portuguesa, de 1821–1822, onde teve um papel relevante.
Ligado à Maçonaria, na defesa das teses liberais publicou uma obra intitulada O Cidadão Lusitano…, que teve um imediato sucesso junto do público leitor, esgotando-se em poucos dias a primeira edição, acontecendo quase outro tanto à segunda, mais numerosa e com um largo apêndice de refutação das críticas feitas à primeira, que apareceu poucos meses depois.
A obra, de conteúdo radical e muito crítica em relação à doutrina e ao posicionamento da Igreja Católica Romana face ao liberalismo, foi de imediato alvo de violentíssimos ataques e ásperas censuras por parte da hierarquia católica e da facção mais conservadora da sociedade portuguesa. Surgiram então numerosos escritos destinados a refutar as proposições do autor, apontando-as como contrárias à disciplina da igreja e não conformes à doutrina e à piedade cristã.
Entre os críticos da obra do Abade de Medrões sobressaiu o padre José Agostinho de Macedo, que escreveu uma série de artigos virulentos saídos a lume na Gazeta Universal e um autor anónimo que publicou uma série de três opúsculos intitulados Cartas de Ambrósio às direitas ao Senhor Abade de Medrões (publicados em Lisboa no ano de 1822).
Estas críticas desencadearam uma violenta polémica, com respostas duras por parte de Abade de Medrões, a que se seguiram novas publicações a refutar as suas respostas, com destaque para os opúsculos anónimos A Religião em triunfo, defendida e sustentada pela mesma regeneração da pátria libertada da superstição da inveterada seita maçónica, por um português cristão (Lisboa, 1822) e Diálogo entre um barbeiro e um professor de gramática (Lisboa, 1822). Também o grão-prior da Ordem de Cristo, D. Luís António Carlos Furtado, publicou anónima uma extensa refutação da obra do Abade de Medrões com o título de Elenco dos erros, paradoxos e absurdos, que contém a obra intitulada «O Cidadão Lusitano». 
Apesar das críticas e censuras eclesiásticas, O Cidadão Lusitano teve grande voga e grande influência na formação da opinião das elites do tempo, papel que apenas teve paralelo nos escritos do bispo D. frei Manuel Nicolau de Almeida, bispo de Angra.
Em Junho 1823, após a Vilafrancada e a queda da Constituição, o Cardeal Patriarca de Lisboa, D. Carlos da Cunha e Menezes, publicou uma pastoral que, para além de outras obras, proibiu sob pena de excomunhão a leitura do Cidadão Lusitano. Por decreto da Santa Sé, de 6 de Setembro de 1824, a obra foi incluída no Index Librorum Prohibitorum.

## Principais obras
- O Cidadão Lusitano: breve compendio em que se demonstram os fructos da Constituição, e os deveres do cidadão constitucional para com Deus, para com o rei, para com a patria, e para com todos os seus concidadãos; dialogo entre um liberal e um servil, o abbade Roberto e D. Julio, Lisboa, 1822 (com 2.ª edição no mesmo ano com um Appendix ao Cidadão Lusitano, ou illustracção de alguns artigos d'este compendio, em que o seu autor pretende dar uma satisfação ao público menos illustrado, sobre certos reparos que se lhe tem feito);
- Resposta à carta de Ambrósio às direitas sobre alguns artigos do «Cidadão Lusitano», Lisboa, 1822;
- Resposta do abade de Medrões à segunda carta de Ambrósio às direitas, na qual se mostra a sem razão com que o seu autor atacou a doutrina do «Cidadão Lusitano» e a hypocrisia com que pretendeu inculcar-se por muito a quem não o conhecer, Lisboa, 1822;
- Homília constitucional que Inocêncio António de Miranda, abade de Medrões e deputado em cortes, mandou publicar aos seus fregueses pelo seu coadjutor, Lisboa, 1822;
- Carta escripta em 30 de novembro de 1812 ao prior de S. Lourenço acerca da seita mystica influenciada pelo bispo de Bragança; e seus pretendidos milagres (no Conimbricense).